# Управління відносинами з клієнтами
Управлі́ння відно́синами з кліє́нтами (англ. customer relationship management (CRM), укр. сі-ар-ем) — поняття, що охоплює концепції, котрі використовуються компаніями для управління взаємовідносинами зі споживачами, включаючи збір, зберігання й аналіз інформації про споживачів, постачальників, партнерів та інформації про взаємовідносини з ними.

## Опис
Сучасна CRM направлена на вивчення ринку і конкретних потреб клієнтів. На основі цих знань розробляються нові товари або послуги і таким чином компанія досягає поставлених цілей і покращує свій фінансовий показник.
Існує три CRM-підходи, кожен з яких може бути реалізованим окремо від інших:
- Оперативний — автоматизація споживчих бізнес-процесів, що допомагає персоналу з роботи з клієнтами виконувати свої функції.
- Співробітницький — програма взаємодіє зі споживачами без участі персоналу з роботи з клієнтами.
- Аналітичний — аналіз інформації про споживачів із різноманітними цілями.

## Історія

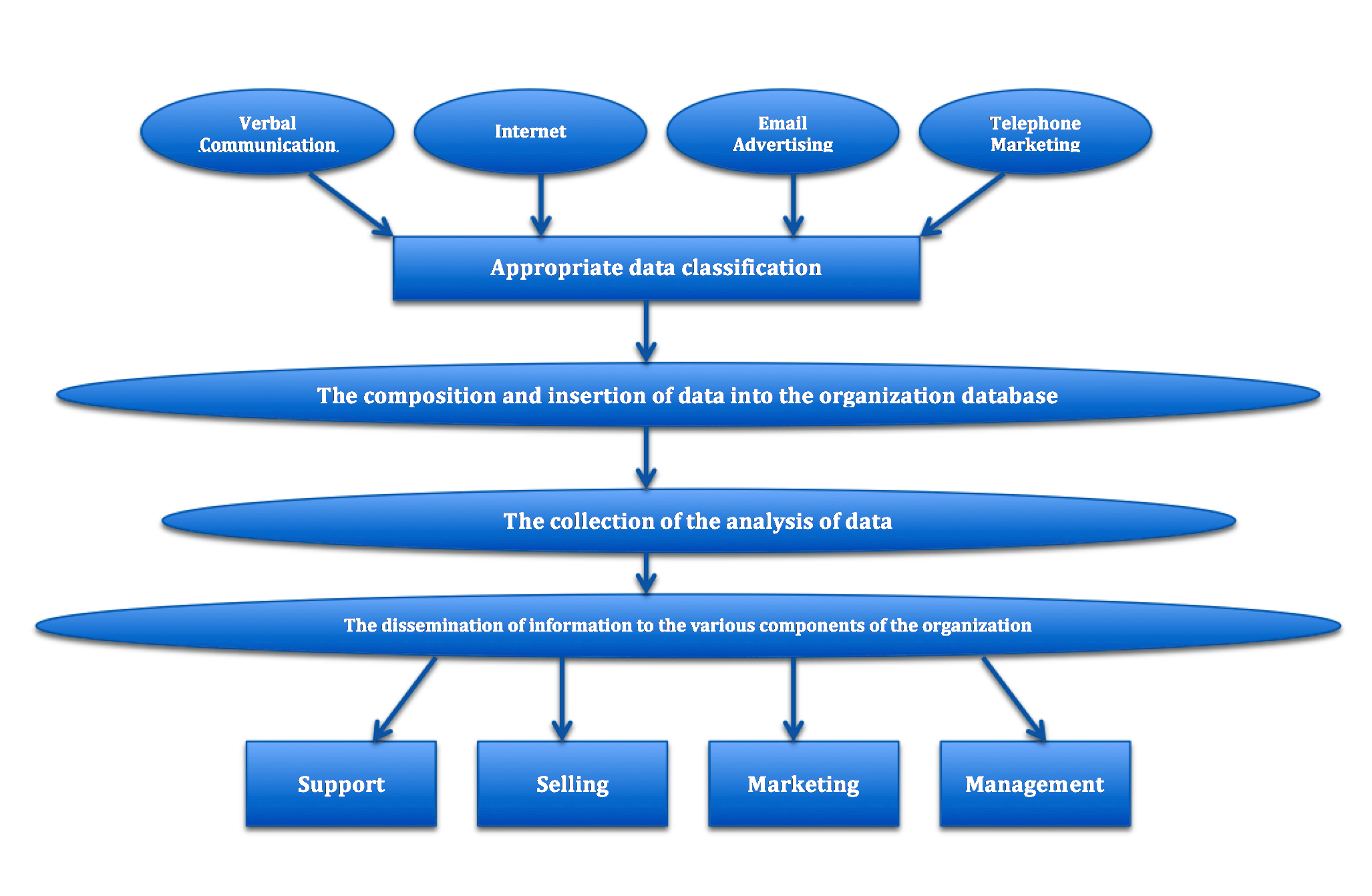
Типи компонентів CRM-систем

До 1993 року ринок CRM складався з двох основних напрямків — автоматизації торгових представників (Sales Force Automation — SFA) та клієнтського обслуговування (Customer Service — CS). Первинне призначення автоматизованих систем управління територіальними продажами полягало в тому, щоб торгові представники могли управляти «точками дотику» своїх клієнтів, а також працювати з планом продаж, узгодженим із календарем.
З часом подібні системи збагатилися впровадженням функції управління можливостями, що на практиці означало підтримку тактики та методології продаж, прийнятої в компанії, а також можливість взаємозв'язку з іншими підрозділами компанії, наприклад, із службою клієнтської підтримки чи сервісними службами.
До 2000 року CRM-системи, як правило, були «однобокими» — так звані «менеджери контактів», системи підтримки маркетингових заходів чи системи для автоматизації сервісних служб.
В період з 2000 по 2005 роки почав формуватися спільний бізнес компаній із споживачами (Colaborative Commerce — спільна комерція). Спільна комерція характеризується налагоджуванням інтерактивної взаємодії компаній з їхніми постійними партнерами через Інтернет. Така взаємодія передбачає надання зовнішнім користувачам значно ширшого доступу до корпоративної інформації у зв'язку з чим повинна базуватися на принципах гарантії безпеки та довіри до партнера а також на узгоджених правилах роботи.
Після 2005 року наступила друга хвиля Colaborative Commerce, що базується на більшій відкритості ERP-систем. Провідні виробники стали створювати користувацькі інтерфейси для своїх ERP-систем, з'явилися електронні торговельні майданчики B2C, формується нова інфраструктура ведення бізнесу. У цьому випадку, на відміну від першої хвилі, мова іде про взаємодію «багато до багатьох», — підприємства співпрацюють не тільки з постійними партнерами, а й з усіма членами бізнес-суспільства. Практично усі сучасні CRM-системи отримали в більшій чи меншій мірі вказані вище можливості та рівні обробки та надання інформації — обробка і зберігання даних в колективних сховищах, розробка баз знань, інтернет-засоби для інтерактивної взаємодії з клієнтом засобами корпоративних порталів.

## Принципи CRM-систем
Принципи CRM-систем:
1. наявність єдиного сховища інформації, звідки в будь-який момент доступні усі відомості про усі випадки взаємодії з клієнтом;
2. синхронізація управління множинними каналами взаємодії;
3. постійний аналіз зібраної інформації про клієнтів та прийняття відповідних організаційних рішень — наприклад, «сортування» клієнтів на основі їхньої значимості для компанії.

### Можливості
- Швидкий доступ до актуальної інформації про клієнтів;
- Оперативність обслуговування клієнтів та проведення операцій;
- Формалізація схем взаємодії з клієнтами, автоматизація документообігу;
- Швидке отримання всіх необхідних звітних даних та аналітичної інформації;
- Зниження операційних витрат менеджерів;
- Контроль роботи менеджерів;
- Узгоджена взаємодія між співробітниками і підрозділами.
- Управління бізнес-процесами — дозволяє автоматизувати послідовні операції, які виконуються співробітниками організації;
- Управління контактами, історія взаємодії з клієнтами — це єдина база даних всіх контрагентів компанії (клієнтів, постачальників, конкурентів) з внесеною раніше докладною інформацією про них, про їх співробітників тощо. Система дозволяє здійснювати швидкий пошук важливої інформації про контрагентів, отримувати всю історію зустрічей, переговорів, листування, угод та інше. Це дуже зручний інструмент для швидкої і якісної роботи з величезними масивами інформації про клієнтів. Система автоматично нагадує про необхідність зробити дзвінок, про заплановані зустрічі та інші заходи;
- Планування та управління продажами — СРМ дозволяє складати плани за різними показниками (дохід з продажу по менеджерах, відділах, продуктах …). По історії проектів можна відбудувати воронку продажів, що дозволяє визначати проблемні зони в циклах продажів. Планування і контроль виконання плану по факту. Є можливість ведення різних прайс-листів (оптових, дрібнооптових, роздрібних), враховувати акційні пропозиції, знижки від обсягу покупки. Вся робота з клієнтом відбувається в одній системі: планування заходів, здійснення угод, підготовка і виписка необхідних звітних документів;
- Планування та управління закупівлями і доставками — в системі менеджери завжди можуть бачити наявність і кількість товарів на складі. Відповідальні співробітники можуть стежити виконанням плану закупівель;
- Управління маркетингом — електронна розсилка, пряма розсилка, sms розсилання. Система дозволяє управляти маркетинговими заходами і визначати їхню результативність. Можливість сегментації наявних в базі клієнтів (діючих і потенційних) за певними параметрами для проведення маркетингових заходів;
- Автоматизація документообігу — в систему можна ввести шаблони будь-яких документів, які використовуються в організації, при цьому зникає необхідність ручного складання нового документа при виникненні події. Швидке автоматичне заповнення шаблонів договір, які зберігаються в системі. Автоматичне виставлення рахунків і контроль оплати по них через сумісність з Клієнт-банком;
- Можливість роботи через мережу;
- Імпорт контрагентів з інших баз;

## Класифікація і функції CRM-систем
| Класифікація CRM-систем щодо цільового використання | Класифікація CRM-систем щодо цільового використання | Класифікація CRM-систем щодо цільового використання |
| Цільове використання                                | Призначення | Приклади реалізації |
| --------------------------------------------------- | --- | --- |
| Оперативне                                          | Забезпечення оперативного доступу до інформації у ході контакту з клієнтом в процесі продажу та обслуговування. Охоплює маркетинг, продажі і сервіс | Для малих підприємств: ACT, GoldMine, Maximaizer, Sales Expert, Uspacy, Конс-Маркетинг. Для середніх: Clientele. Onyx. Sales Logix. Для великих: Oracle, SAP, Siebel, BAAN, «Управління діловими процесами. Парус-Клієнт» |
| Аналітичне                                          | Спільний аналіз даних, що характеризують діяльність клієнта і фірми. Отримання нових знань, висновків, рекомендацій і т. д. Використовує складні математичні моделі для пошуку статистичних закономірностей і вибору найефективнішої стратегії маркетингу, продажів, обслуговування клієнтів | Brio, Business Objects, Broadbasc, E.Piphany, Hyperion, MicroStrategy, SAS. Marketing analytic |
| Співробітницьке                                     | Забезпечує безпосередню участь клієнта в діяльності фірми і можливість впливати на процеси розробки продукту, його виробництво, сервісне обслуговування | IntraNet Solutions, Plumtree, Symon, Vignette, Aspect, Broadvision, Cisco |

Класифікують можливості (модулі) CRM-систем за функціональністю та рівнем обробки інформації. За функціональністю можна згрупувати блоки процесів: маркетинг, обробка заявок та побажань, продажі, сервісне обслуговування. Як окремі складові зазвичай виділяють:
- call-центри — центри обробки вхідних викликів. Спочатку це були телефонні дзвінки, а останнім часом сюди почали включати усі канали взаємодії;
- функції (модулі) обробки інформації:
- оперативна функція — реєстрація та оперативний доступ до первинної інформації за розділами бази даних: Події, Компанії, Проекти, Контакти, Документи тощо;
- аналітична функція — звітність на основі первинних даних і найголовніше — глибший аналіз інформації у різних розрізах;
- кооперативна функція — організація тісної взаємодії з кінцевими споживачами та клієнтами аж до впливу клієнта на внутрішні процеси компанії (опитування для зміни характеристик продукту чи порядку обслуговування, Web-сторінки для відслідковування клієнтами стану замовлення тощо).

## Розподіл ринку
| Вендор                 | 2008 Прибуток | 2008 Частка (%) | 2007 Прибуток | 2007 Частка (%) | 2006 Прибуток | 2006 Частка (%) |
| ---------------------- | ------------- | --------------- | ------------- | --------------- | ------------- | --------------- |
| SAP AG                 | 2,055         | 22.5 (-2.8)     | 2,050.8       | 25.3            | 1,681.7       | 25.6            |
| Oracle                 | 1,475         | 16.1            | 1,319.8       | 16.3            | 1,016.8       | 15.5            |
| Salesforce.com         | 965           | 10.6            | 676.5         | 8.3             | 451.7         | 6.9             |
| Microsoft Dynamics CRM | 581           | 6.4             | 332.1         | 4.1             | 176.1         | 2.7             |
| Amdocs                 | 451           | 4.9             | 421.0         | 5.2             | 365.9         | 5.6             |
| Інші                   | 3,620         | 39.6            | 3,289.1       | 40.6            | 2,881.6       | 43.8            |
| Загалом                | 9,147         | 100             | 8,089.3       | 100             | 6,573.8       | 100             |

| Вендор                 | 2015 Прибуток ($M) | 2015 Частка (%) | 2014 Прибуток ($M) | 2014 Частка (%) | 2013 Прибуток ($M) | 2013 Частка (%) | 2012 Прибуток ($M) | 2012 Частка (%) |
| ---------------------- | ------------------ | --------------- | ------------------ | --------------- | ------------------ | --------------- | ------------------ | --------------- |
| Salesforce.com CRM     | 5,171              | 19.7            | 4,250              | 18.4            | 3,292              | 16.1            | 2,525              | 14.0            |
| SAP AG                 | 2,684              | 10.2            | 2,795              | 12.1            | 2,622              | 12.8            | 2,327              | 12.9            |
| Oracle                 | 2,047              | 7.8             | 2,102              | 9.1             | 2,097              | 10.2            | 2,015              | 11.1            |
| Microsoft Dynamics CRM | 1,142              | 4.3             | 1,432              | 6.2             | 1,392              | 6.8             | 1,135              | 6.3             |
| Інші                   | 15,245             | 58.0            | 12,520             | 54.2            | 11,076             | 54.1            | 10,086             | 55.7            |
| Загалом                | 26,287             | 100             | 23,100             | 100             | 20,476             | 100             | 18,090             | 100             |

## Українські CRM
- SMART CRM
- Perfectum CRM+ERP
- Asteril
- KeepinCRM
- OneBox
- SendPulse CRM
- Snov.io
- Uspacy

## Категорії провадження
Дослідник проблем управління взаємовідносин з клієнтами Джилл Діше виділяє чотири категорії провадження CRM-системи у діяльність підприємств, в залежності від рівня складності:
1. CRM-проект розрахований на один підрозділ підприємства, який реалізується за допомогою внутрішніх ресурсів підприємства;
2. Багатофункціональний CRM для одного підрозділу — складний проект що включає побудову і документування бізнес-процесів, що може включати оцінку складності CRM -системи, визначення ресурсів для її реалізації тощо;
3. CRM-система як єдина функція підприємства для виконання бізнес-завдання, з можливістю використання додатково залучених ресурсів;
4. Багатофункціональна CRM-система розрахована на підприємство в цілому, для вирішення бізнес-функцій та завдань, з використання великої кількості співробітників, ресурсів та технологій.